# ハンス・リューデマン (駆逐艦)
Z18 ハンス・リューデマン (Z18 Hans Lüdemann) はドイツ海軍の駆逐艦。1936型。

## 艦歴
1936年9月9日起工。1937年12月1日進水。1938年10月8日就役。
第二次世界大戦開戦後、イギリス沿岸への機雷敷設などに従事した。
1940年4月、ノルウェー侵攻作戦に参加、ナルヴィクの攻略に向かう。その途中の4月8日、イギリス海軍の駆逐艦「グローウォーム」と遭遇し攻撃を受けた。
4月10日、イギリスの駆逐艦がナルヴィク港に奇襲攻撃をかけ、第1次ナルヴィク海戦が発生した。この時、「ハンス・リューデマン」はナルヴィク港内でタンカーから給油を受けていた。駆逐艦「ヴィルヘルム・ハイドカンプ」と「アントン・シュミット」に魚雷が命中して沈没、「ハンス・リューデマン」も駆逐艦「ハヴォック」から命中弾を受けて砲塔一つが破壊された。
4月13日、イギリス軍による攻撃が再び行われ、再び戦闘が行われた。この第2次ナルヴィク海戦で残るドイツ軍の駆逐艦8隻すべてが失われた。「ハンス・リューデマン」は最後はロンバクスフィヨルドで陸に乗り上げて放棄され、イギリスの駆逐艦「ヒーロー」の魚雷で破壊された。